# Dorfkirche Slate

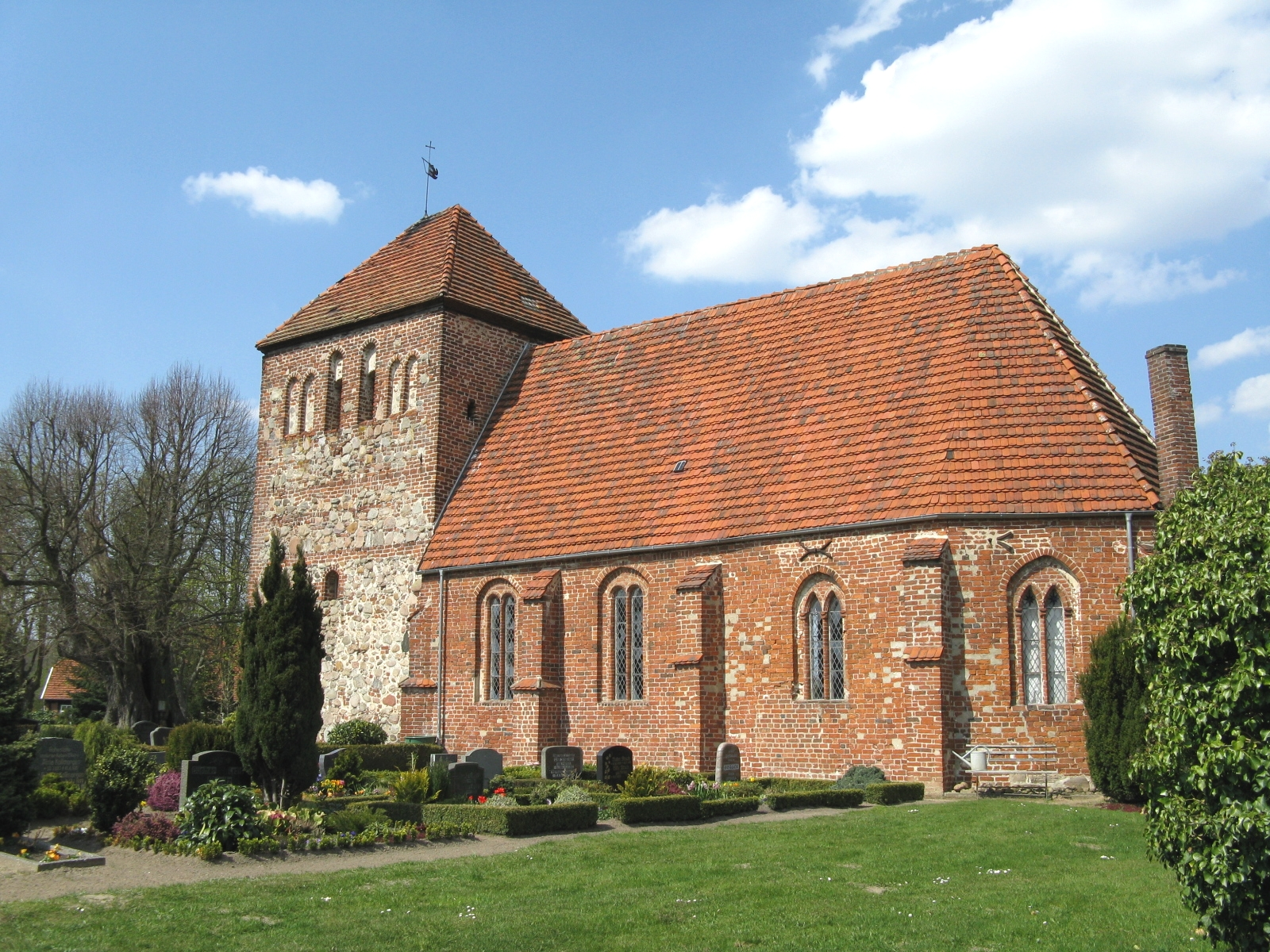
Dorfkirche Slate

Die evangelische Dorfkirche Slate ist eine gotische Backsteinkirche im Ortsteil Slate der Stadt Parchim im Landkreis Ludwigslust-Parchim in Mecklenburg-Vorpommern. Sie gehört zur Kirchengemeinde Slate in der Kirchenregion Parchim der Propstei Parchim der Evangelisch-Lutherischen Kirche in Norddeutschland (Nordkirche).

## Geschichte und Architektur

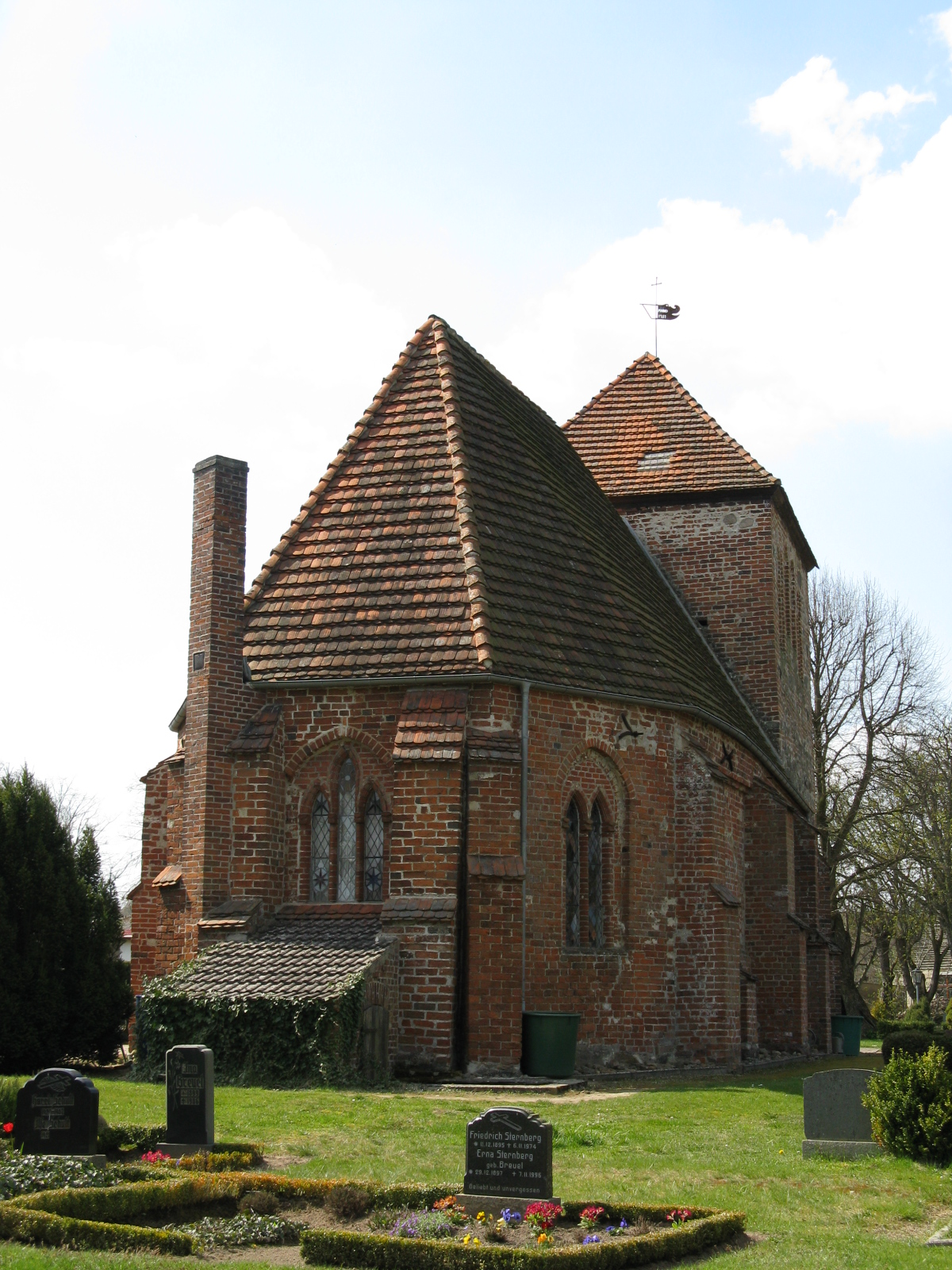
Ansicht von Osten

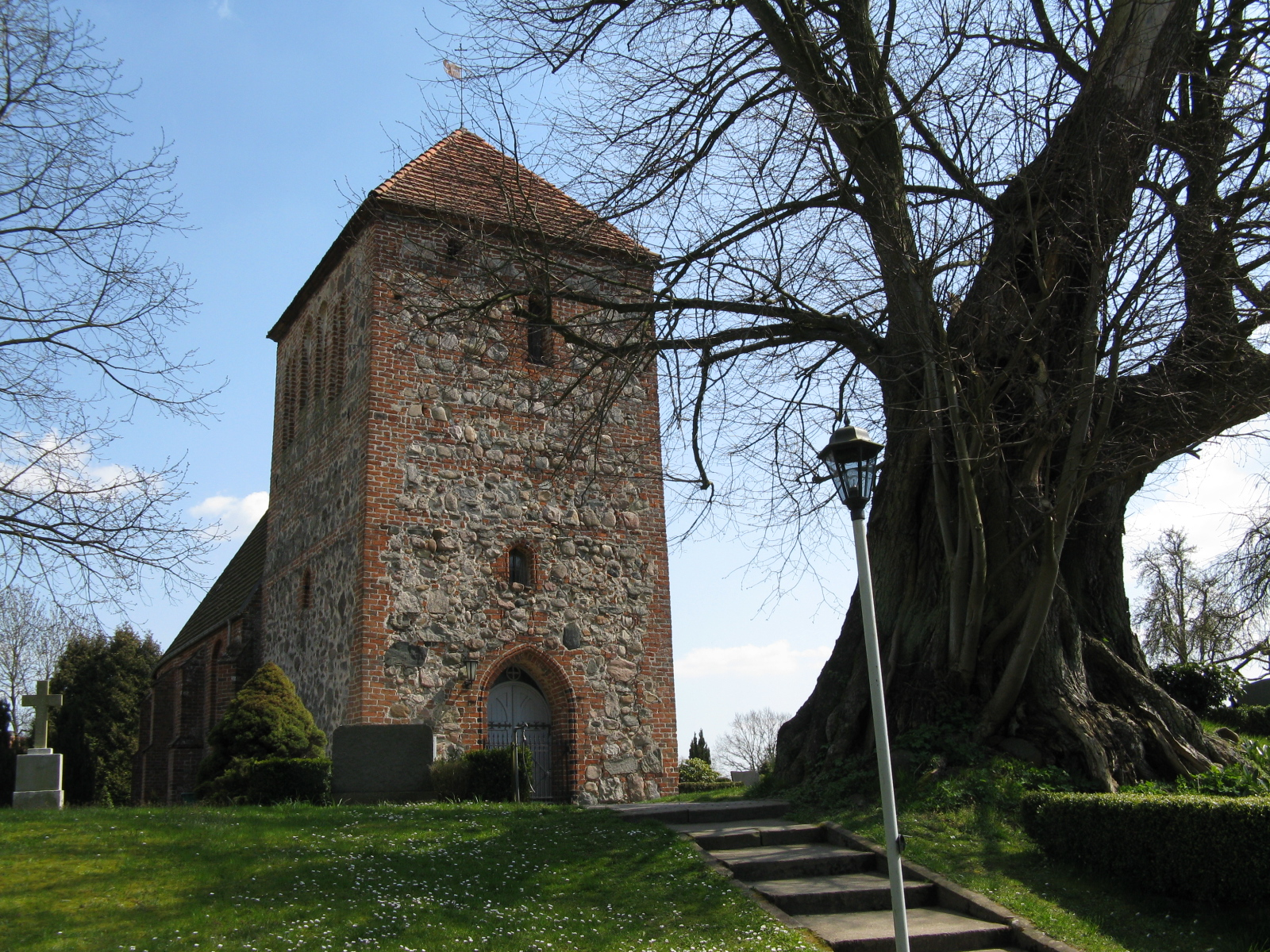
Ansicht von Westen mit Kirchhofslinde

Die Dorfkirche in Slate ist ein einschiffiger Backsteinbau aus dem letzten Viertel des 14. Jahrhunderts mit einem Chor in gleicher Breite, der in drei Seiten eines Sechsecks schließt. Das Bauwerk zeigt abgetreppte Strebepfeiler und schmale gekuppelte Rundbogenfenster in segmentbogigen Blenden, die im Chor spitzbogig ausgebildet sind. Der mächtige, im Grundriss quadratische Westturm aus einem Mischmauerwerk aus Feld- und Backstein wird auf die erste Hälfte des 15. Jahrhunderts geschätzt und zeigt schlichten Blendenschmuck im Obergeschoss und ein Walmdach als Abschluss.
Das flachgedeckte Schiff öffnet sich in einem rundbogigen Triumphbogen zum kreuzrippengewölbten Chor. Von Westen wird das Bauwerk durch ein Spitzbogenportal mit glasierten Formsteinen im Gewände erschlossen.
Vor der Kirche steht eine 1733 gepflanzte Sommerlinde (Tilia platyphyllos) mit einem Stammumfang von 9,6 m, die als Naturdenkmal anerkannt ist.

## Ausstattung
Ein künstlerisch wertvoller Schnitzaltar vom Ende des 15. Jahrhunderts zeigt im Mittelschrein die Muttergottes in einem Rosenkranz mit den Leidenswerkzeugen Christi, flankiert von der Anbetung der Könige und Anna selbdritt. Ein zweiter Flügel ging verloren. Dieser Altar zeigt Parallelen zu den Rosenkranzaltären in den Kirchen in Frauenmark, Gischow und in der Marienkirche Parchim.
Die Orgel ist ein Werk der Firma Wolfgang Nußbücker aus dem Jahr 1974. Das Schleifladen-Instrument hat 6 Register auf einem Manual und Pedal.
| Manual C–g3 |               |    |
| 1.          | Gedackt       | 8′ |
| 2.          | Principal     | 8′ |
| 3.          | Nachthorn     | 4′ |
| 4.          | Waldflöte     | 2′ |
| 5.          | Mixtur III-IV |    |

| Pedal C–d1 |        |     |
| 6.         | Subbaß | 16′ |